# Hamdanidische Sultane (Jemen)
Die hamdanidischen Sultane des Jemen (die jemenitischen Hamdāniden) waren eine aus drei Linien bestehende muslimische Dynastie aus dem arabischen Hamdan-Stamm (Banū Hamdān), welche zwischen 1099 und 1174 von Sanaa aus über den nördlichen Jemen herrschte. Ihr Sturz erfolgte im Rahmen der Eroberung des Jemens durch die Aiyubiden.

## Überblick über die drei Linien
Die erste Banu-Hatim-Linie (Banū Ḥātim; reg. 1099–1116) 
- Hatim ibn al-Ghaschim al-Hamdani (reg. 1099–1109)
- Abdallah ibn Hatim (reg. 1109–1111)
- Man ibn Hatim (reg. 1111–1116)

Die Banu-’l-Qubaib-Linie (reg. 1116–1139)
- Hischam ibn al-Qubaib ibn Rusah (reg. 1116–1124)
- al-Humas ibn al-Qubaib (reg. 1124–1132)
- Hatim ibn al-Humas (reg. 1132–1139)

Die zweite Banu-Hatim-Linie (reg. 1139–1174)
- Hamid ad-Daula Hatim ibn Ahmad (reg. 1139–1161)
- al-Wahid Ali ibn Hatim (reg. 1161–1174)

## Geschichte
Wahrscheinlich waren alle drei Linien der jemenitischen Hamdaniden (auf jeden Fall aber die dritte) – genau wie die ebenfalls im Jemen herrschenden ismailitischen Sulaihiden – Anhänger der ägyptischen Fatimidenkalifen. Mit dem Tod des vierten sulaihidischen Machthabers al-Mansur Saba im Jahre 1099 ging die Kontrolle über Sanaa an den mächtigen Stammesführer Hatim ibn al-Ghaschim über, welcher sich selbst den Sultanstitel gab. Hatim etablierte die Macht der Hamdaniden zusammen mit seinem ältesten Sohn Muhammad, den er jedoch bald töten lassen musste, weil dieser die Neigung hatte, schöne junge Frauen umzubringen. Den Thron erbte mit dem Tod des Vaters (1109) daher der zweite Sohn Abdallah, bevor 1111 schließlich Hatims jüngster Sohn Man an die Macht kam. 1116 wurde dieser abgesetzt, da er als Führer des Hamdan-Stammes zu schwach war.
Hischam, al-Humas und Hatim (II.) aus der al-Qubaib-Linie der Hamdaniden setzten nacheinander die Regierungsgeschäfte bis 1139 fort. Anschließend stritten sich die Söhne Hatims (II.) um die Nachfolge, was erneut die Stammesführer auf den Plan rief. Im Ergebnis wurde Hamid ad-Daula Hatim (III.) ibn Ahmad, der Enkel von Imran ibn al-Fadl, dem ehemaligen sulaihidischen Statthalter von Sanaa, auf den Thron gesetzt, dessen erste Regierungsdekade von Bemühungen, den Nordjemen zu befrieden, geprägt war. Dabei verteidigte er Sanaa erfolgreich gegen den zaiditischen Imam al-Mutawakkil Ahmad (reg. 1138–1171) und auch unter seinem Sohn und Nachfolger Ali konnte die Herrschaft der Dynastie über den Norden des Landes weiter ausgebaut werden, wenngleich sich Siege und Niederlagen ständig abwechselten. Im Süden gelang es 1174, die Mahdiden von Aden zurückzuschlagen.
Beendet wurde die Herrschaft Alis und der hamdanidischen Sultane, welche sich bis zum Schluss mit den Zaiditen stritten, von dem Aiyubiden Turan-Schah (I.): Der dynamischen Bruder Saladins marschierte 1174 in Sanaa ein, stürzte die Dynastie und regierte den Jemen bis 1181.